# Arkansas State Capitol
Das Arkansas State Capitol Building in Little Rock ist der Sitz der Regierung des Bundesstaates Arkansas.

## Geschichte

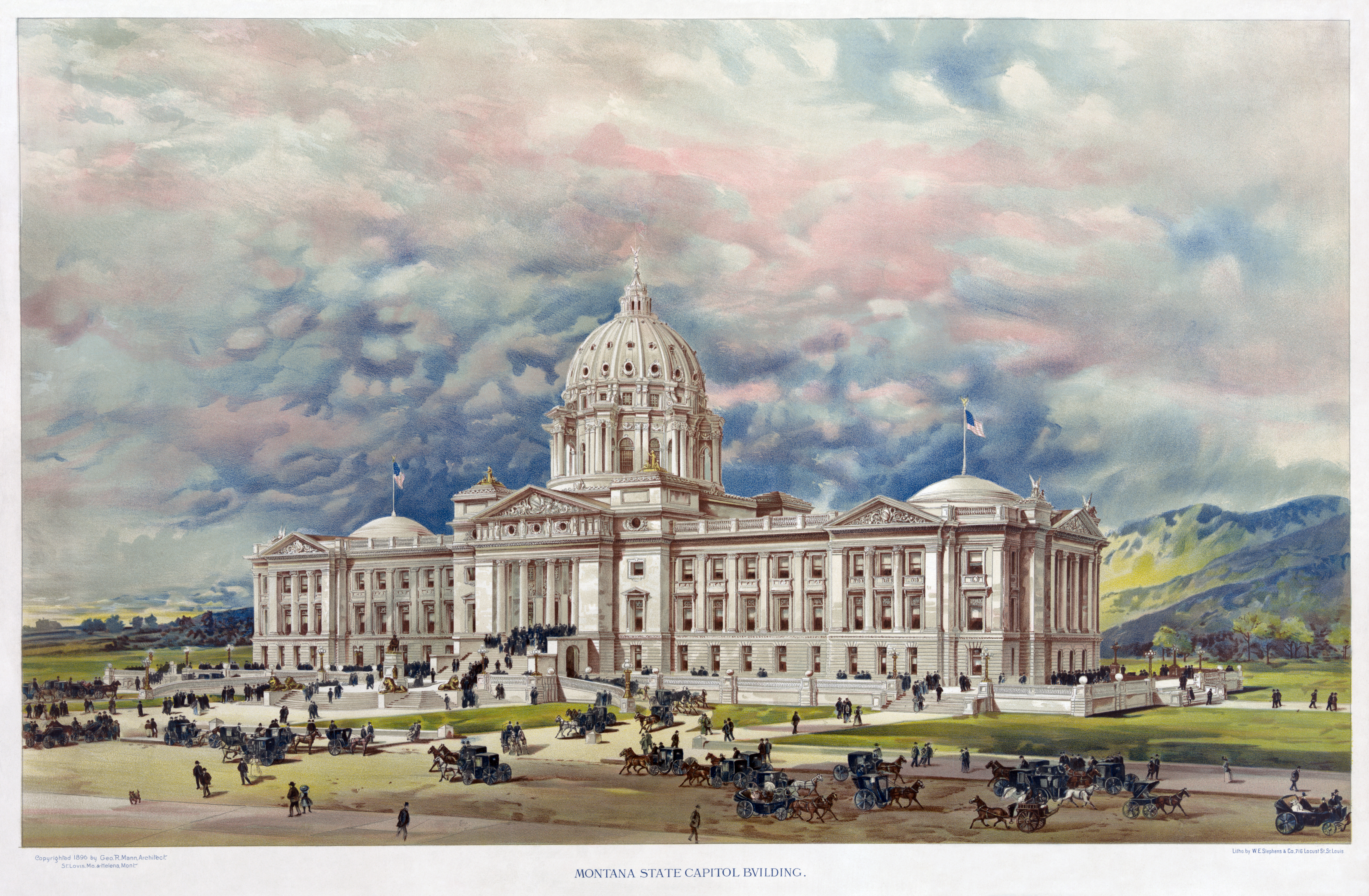
Entwurf aus dem Jahr 1896 für Montana State Capitol von George R. Mann, nach dem das Arkansas State Capitol gebaut wurde.

1899 besuchte der Architekt George R. Mann aus St. Louis Daniel Webster Jones, den Gouverneur von Arkansas, und präsentierte ihm den siegreichen Entwurf für das Montana State Capitol, das noch nicht gebaut worden war. Die Zeichnungen wurden an den Wänden des alten Kapitols aufgehängt, um Interesse für ein neues Gebäude zu erzeugen. Die Attraktivität der Entwürfe erleichterte die Verabschiedung der Gesetze für den Neubau und lenkte die Aufmerksamkeit auf den Architekten. Im Jahr 1899 wählte eine siebenköpfige Kommission, in der auch der zukünftige Gouverneur George W. Donaghey saß, Mann zum Architekten. Donaghey war gegen die Wahl von Mann und für einen nationalen Architekturwettbewerb, die Mehrheit der Kommission stimmte jedoch für Mann.
Die Bauzeit dauerte 16 Jahre – von 1899 bis 1915. Das Kapitol wurde auf dem Gelände des Staatsgefängnisses gebaut und Häftlinge halfen beim Bau des Gebäudes. Sie schliefen in einem Gebäude, das während der Bauzeit auf dem Gelände gelassen wurde.
Ein interessanter Aspekt ist, dass das Gelände des Kapitols falsch vermessen wurde, da der Baumeister und spätere Gouverneur George Donaghey nicht mit Vermessungsgeräten umgehen konnte. Statt das Grundstück zu vermessen, orientierte er sich an der Fifth Street. Er bemerkte aber nicht, dass die nicht in Ost-West-Richtung verlief, sondern parallel zum Arkansas River. Deshalb passt das in Nord-Süd-Richtung ausgerichtete Gebäude nicht in das rasterförmige Straßenmuster der Altstadt von Little Rock.

## Architektur
Das Gebäude wurde aus Sandstein gebaut, der aus den Steinbrüchen von Batesville (Arkansas) stammte. Die Baukosten betrugen 2,2 Mio. USD, was heute einen Wert von 320 Mio. USD entspricht. Die vorderen Eingangstüren bestehen aus Bronze, sind 3 m hoch und 10 cm dick. Sie wurden für 10.000 USD von Tiffany’s in New York erworben. Die Kuppel ist mit 24-karätigem Blattgold überzogen. Vorher residierte die Regierung im Old State House.

## Denkmäler und Gedenkstätten
Auf dem Gelände des Arkansas State Capitol befinden sich mehrere Denkmäler und Gedenkstätten, die die verschiedenen Bereiche des Staates aus der Vergangenheit und der Gegenwart widerspiegeln. Dazu gehören das Monument to Confederate Soldiers, die Replica der Liberty Bell, das Confederate War Prisoners Memorial, Law Enforcement Officers Memorial, Vietnam Veterans Memorial, Arkansas Medal of Honor Memorial, Memorial Fountain, Monument to Confederate Women, and Little Rock Nine Civil Rights Memorial.